# Amt Temnitz
Das Amt Temnitz ist ein 1992 gebildetes Amt im Landkreis Ostprignitz-Ruppin des Landes Brandenburg, in dem zunächst 17 Gemeinden im damaligen Kreis Neuruppin zu einem Verwaltungsverbund zusammengefasst wurden. Durch Gemeindezusammenschlüsse und Eingliederungen verringerte sich die Zahl der amtsangehörigen Gemeinden auf sechs. Sitz des Amtes ist die Gemeinde Walsleben.

## Geographische Lage
Das Amt liegt in der Mitte des Landkreises Ostprignitz-Ruppin in Brandenburg und grenzt an die Gemeinde Wusterhausen/Dosse im Westen, an die Stadt Wittstock/Dosse im Norden, an die Stadt Neuruppin im Osten sowie an die Gemeinde Fehrbellin im Süden.

## Gemeinden und Ortsteile
Das Amt Temnitz hat sechs amtsangehörige Gemeinden:
- Dabergotz[3]
- Märkisch Linden mit den Ortsteilen Darritz-Wahlendorf, Gottberg, Kränzlin und Werder[4]
- Storbeck-Frankendorf mit den Ortsteilen Frankendorf und Storbeck[5]
- Temnitzquell mit den Ortsteilen Katerbow, Netzeband und Rägelin[6]
- Temnitztal mit den Ortsteilen Garz, Kerzlin, Küdow-Lüchfeld, Rohrlack, Vichel und Wildberg[7]
- Walsleben[8]

## Geschichte
Am 3. Juli 1992 erteilte der Minister des Innern seine Zustimmung zur Bildung des Amtes Temnitz, für dessen Zustandekommen der 16. Juli 1992 festgelegt wurde. Sitz der Amtsverwaltung war ursprünglich die Gemeinde Werder. Folgende 17 Gemeinden aus dem damaligen Kreis Neuruppin waren darin zusammengefasst:
1. Dabergotz
2. Darritz-Wahlendorf
3. Frankendorf
4. Garz
5. Gottberg
6. Katerbow
7. Kerzlin
8. Kränzlin
9. Küdow-Lüchfeld
10. Netzeband
11. Rägelin
12. Rohrlack
13. Storbeck
14. Vichel
15. Walsleben
16. Werder
17. Wildberg

Am 30. Dezember 1997 schlossen sich die Gemeinden Darritz-Wahlendorf, Gottberg, Kränzlin und Werder zur neuen Gemeinde Märkisch Linden zusammen. Ebenfalls zum 30. Dezember 1997 bildeten die Gemeinden Kerzlin, Küdow-Lüchfeld, Rohrlack, Vichel und Wildberg die neue Gemeinde Temnitztal. Zum gleichen Zeitpunkt fusionierten die Gemeinden Katerbow, Netzeband und Rägelin zur neuen Gemeinde Temnitzquell. Am 10. Januar 2002 schlossen sich die Gemeinden Frankendorf und Storbeck zur neuen Gemeinde Storbeck-Frankendorf zusammen.
Die Gemeinde Garz wurde zum 26. Oktober 2003 per Gesetz in die Gemeinde Temnitztal eingegliedert.

## Bevölkerungsentwicklung
| Jahr | Einwohner |
| ---- | --------- |
| 1992 | 5 615     |
| 1995 | 5 699     |
| 2000 | 5 874     |
| 2005 | 5 724     |
| 2010 | 5 478     |
| 2015 | 5 284     |

| Jahr | Einwohner |
| ---- | --------- |
| 2020 | 5 479     |
| 2021 | 5 501     |
| 2022 | 5 420     |
| 2023 | 5 423     |
| 2024 | 5 383     |

Gebietsstand des jeweiligen Jahres, Einwohnerzahl: Stand 31. Dezember, ab 2011 auf Basis des Zensus 2011, ab 2022 auf Basis des Zensus 2022

## Politik

### Amtsdirektoren
- 1992–2001: Werner Klüter, wurde wegen des Verdachts der Untreue und Bestechlichkeit abgelöst[18]
- 2001–2010: Mathias Wittmoser
- 2010–2018: Susanne Dorn[19]
- seit 2018: Thomas Kresse

Kresse wurde am 25. September 2018 durch den Amtsausschuss für eine Amtsdauer von acht Jahren gewählt.

### Wappen
Das Wappen wurde am 7. September 1993 genehmigt.
Blasonierung: „Gespalten von Rot und Grün, vorn ein halber, schwarz-gezungter silberner Adler am Spalt, hinten ein silberner Wellenpfahl.“

## Belege
1. ↑  Bevölkerungsstand im Land Brandenburg Dezember 2024 (Fortgeschriebene amtliche Einwohnerzahlen, basierend auf dem Zensus 2022) (Hilfe dazu).
2. ↑  Hauptsatzung für das Amt Temnitz vom 6. September 2011 PDF (Seite nicht mehr abrufbar, festgestellt im Juli 2024. Suche in Webarchiven)
3. ↑  Dienstleistungsportal der Landesverwaltung des Landes Brandenburg: Gemeinde Dabergotz (Memento vom 1. April 2019 im Internet Archive) (abgerufen am 9. November 2015)
4. ↑  Dienstleistungsportal der Landesverwaltung des Landes Brandenburg: Gemeinde Märkisch Linden (Memento vom 1. April 2019 im Internet Archive) (abgerufen am 9. November 2015)
5. ↑  Dienstleistungsportal der Landesverwaltung des Landes Brandenburg: Gemeinde Storbeck-Frankendorf (Memento vom 1. April 2019 im Internet Archive) (abgerufen am 9. November 2015)
6. ↑  Dienstleistungsportal der Landesverwaltung des Landes Brandenburg: Gemeinde Temnitzquell (Memento vom 1. April 2019 im Internet Archive) (abgerufen am 9. November 2015)
7. ↑  Dienstleistungsportal der Landesverwaltung des Landes Brandenburg: Gemeinde Temnitztal (Memento vom 1. April 2019 im Internet Archive) (abgerufen am 9. November 2015)
8. ↑  Dienstleistungsportal der Landesverwaltung des Landes Brandenburg: Gemeinde Walsleben (Memento vom 19. Oktober 2020 im Internet Archive) (abgerufen am 9. November 2015)
9. ↑  Bildung der Ämter Temnitz, Milow, Baruth, Neuhardenberg, Burg-Spreewald, Drebkau/Niederlausitz, Neuhausen und Peitz. Bekanntmachung des Ministers des Innern vom 30. Juni 1992. Amtsblatt für Brandenburg - Gemeinsames Ministerialblatt für das Land Brandenburg, 3. Jahrgang, Nummer 54, 31. Juli 1992, S. 966/7.
10. ↑  Zusammenschluß der Gemeinden Darritz-Wahlendorf, Gottberg, Kränzlin und Werder (Amt Temnitz) zu der neuen Gemeinde Märkisch Linden. Bekanntmachung des Ministeriums des Innern vom 18. Dezember 1997. Amtsblatt für Brandenburg Gemeinsames Ministerialblatt für das Land Brandenburg, 9. Jahrgang, Nummer 2, 17. Januar 1998, S. 25.
11. ↑  Zusammenschluß der Gemeinden Kerzlin, Küdow-Lüchfeld, Rohrlack, Vichel und Wildberg (Amt Temnitz) zu der neuen Gemeinde Temnitztal. Bekanntmachung des Ministeriums des Innern vom 18. Dezember 1997. Amtsblatt für Brandenburg Gemeinsames Ministerialblatt für das Land Brandenburg, 9. Jahrgang, Nummer 2, 17. Januar 1998, S. 25.
12. ↑  Zusammenschluß der Gemeinden Katerbow, Netzeband und Rägelin (Amt Temnitz) zu der neuen Gemeinde Temnitzquell. Bekanntmachung des Ministeriums des Innern vom 17. Dezember 1997. Amtsblatt für Brandenburg Gemeinsames Ministerialblatt für das Land Brandenburg, 9. Jahrgang, Nummer 2, 17. Januar 1998, S. 26.
13. ↑  Bildung der neuen Gemeinde Storbeck-Frankendorf. Mitteilung des Ministeriums des Innern vom 18. Dezember 2001. Amtsblatt für Brandenburg - Gemeinsames Ministerialblatt für das Land Brandenburg, 13. Jahrgang, Nummer 1, 4. Januar 2002, S. 3 PDF.
14. ↑  Fünftes Gesetz zur landesweiten Gemeindegebietsreform betreffend die Landkreise Barnim, Märkisch-Oderland, Oberhavel, Ostprignitz-Ruppin, Prignitz, Uckermark (5.GemGebRefGBbg) vom 24. März 2003 (Gesetz- und Verordnungsblatt für das Land Brandenburg, I (Gesetze), 2003, Nr. 05, S. 82), geändert durch Gesetz vom 1. Juli 2003 (Gesetz- und Verordnungsblatt für das Land Brandenburg, I (Gesetze), 2003, Nr. 10, S. 187)
15. ↑  Historisches Gemeindeverzeichnis des Landes Brandenburg 1875 bis 2005. Landkreis Ostprignitz-Ruppin. S. 12–13
16. ↑  Bevölkerung im Land Brandenburg von 1991 bis 2017 nach Kreisfreien Städten, Landkreisen und Gemeinden, Tabelle 7
17. ↑  Amt für Statistik Berlin-Brandenburg (Hrsg.): Statistischer Bericht A I 7, A II 3, A III 3. Bevölkerungsentwicklung und Bevölkerungsstand im Land Brandenburg (jeweilige Ausgaben des Monats Dezember)
18. ↑  Auszugsweise Auflistung der bei dem Landgericht Neuruppin anberaumten Hauptverhandlungen in Strafsachen (PDF; 87 kB)
19. ↑  Susanne Dorn zur Verwaltungs-Chefin gewählt. In: Märkische Oderzeitung. 22. April 2010 (moz.de).
20. ↑  Ein neuer Amtsdirektor fürs Amt Temnitz. In: Märkische Allgemeine, 26. September 2018
21. ↑  Wappenangaben auf dem Dienstleistungsportal der Landesverwaltung des Landes Brandenburg